# M'tsangamouji
M'tsangamouji è un comune francese della collettività d'oltremare di Mayotte. Si trova sull'isola di Grande Terre.